# Stazione di Utrecht Centrale
La stazione di Utrecht Centrale è una stazione ferroviaria di Utrecht, nei Paesi Bassi. È la più grande stazione ferroviaria nei Paesi Bassi in termini di dimensioni con 21 binari ed è la più frequentata con più di 285.000 passeggeri al giorno.
Con oltre 1000 treni che lasciano la stazione ogni giorno è anche la più grande stazione di congiunzione dei Paesi Bassi e l'interruzione dei servizi può influire facilmente su tutta la rete ferroviaria del paese.